# Коста Вангелов
Константин (Костадин, Коста) Иванов Вангелов е сред последните професионални български зографи, а също така един от първите български нерелигиозни художници. Вангелов се занимава и с фотография.

## Биография
Коста Вангелов е роден в Щип в 1875 година като четвърти син в семейството на Иван и Мария Вангелови. Дядо му Вангел е преселник от Западна Македония. Учи при Димитър Папрадишки, който живее през 90-те години в Щип.
В 1900 година се заселва в град Рума, Войводина, където остава до 1913 година и работи като зограф.
В 1914 година се връща в Щип и изписва Иисус Христос Велик Архиерей на платно за църквата „Свети Никола“. На Коста Вангелов е и фрескоживописът, както и дърворезбата с богато украсения балдахин в олтарната част и владишкия трон в кораба на църквата. Автор е на една икона на Света Богородица с акатист в „Успение Богородично“ в Щип от 1918 година. И в двете щипски произведения е видно влиянието на войводинската школа.
Автор е на иконостасните икони в „Свети Георги“ в Кочани, както и на иконостаса за средновековната църква „Свети Стефан“ в Конче. Негови са иконите и живописта на църквата „Света Петка“ в Судик.
По-късно работи самостоятелно в Австрия.
- Икони от „Свети Георги“ в Кочани, 1921
- „Свети Георги“, дърво, масло на платно, 40 х 29,8 х 1,7 cm
Описание | „ | Престолна икона в класицистичен стил под прякото влияние на войводинската живопис. | “ |
- „Свети Георги“, дърво, масло на платно, 139 х 58 х 2,4 cm
- „Свети Георги“, 1921, дърво, масло, 25 х 17,9 х 2,5 cm